# Pseudomma truncatum
Pseudomma truncatum is een aasgarnalensoort uit de familie van de Mysidae. De wetenschappelijke naam van de soort is voor het eerst geldig gepubliceerd in 1879 door S.I. Smith.